# San Severo fuori le mura
Koordinaten: 40° 51′ 39,4″ N, 14° 15′ 5,7″ O

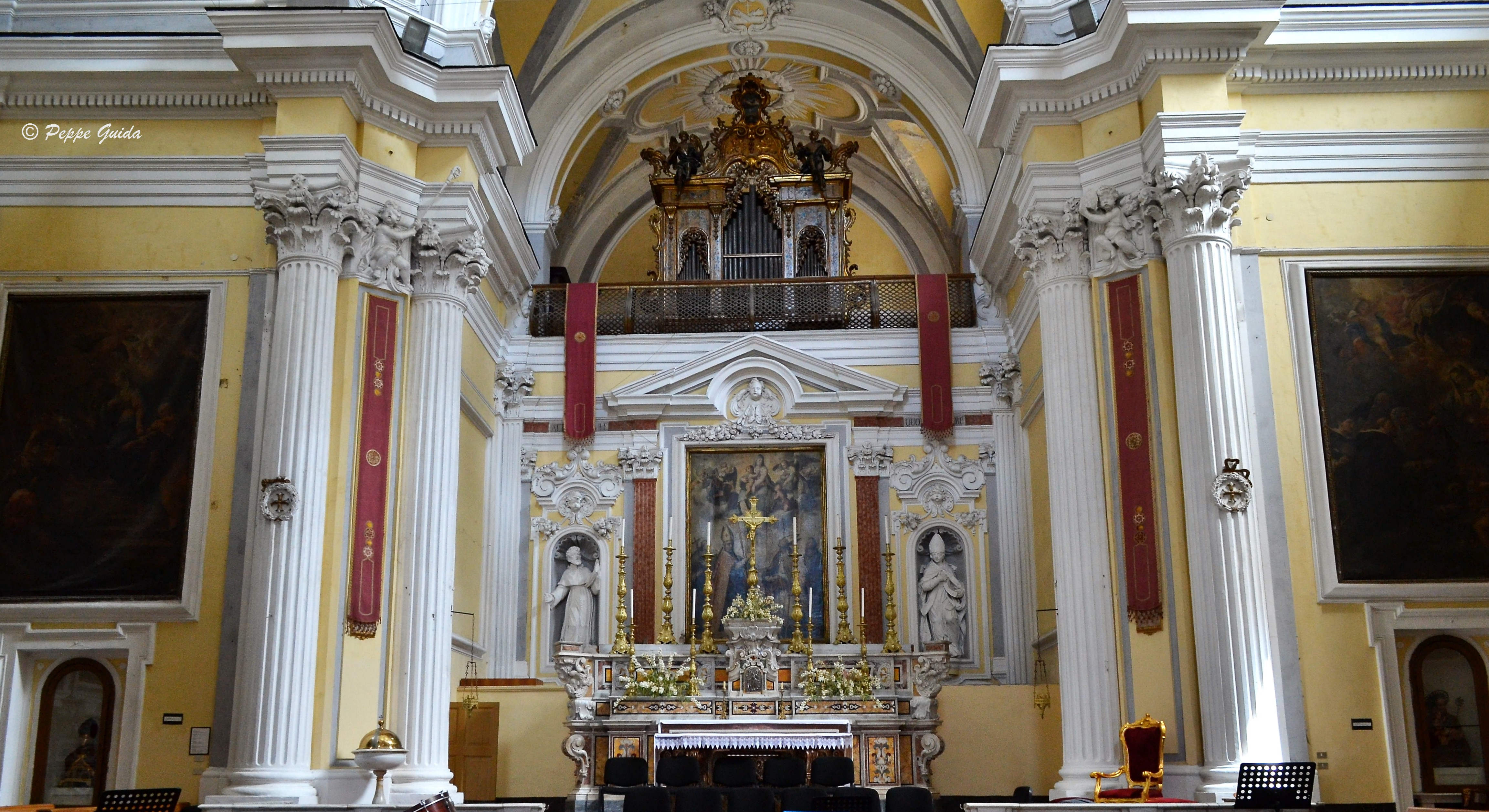
Apsis mit Hauptaltar und Barockorgel

San Severo fuori le Mura (italienisch, Heiliger Severus vor den Mauern) ist der Name einer Kirche mit angeschlossenem Franziskanerkloster in Neapel, im Viertel Sanità, an der kleinen dreieckigen Piazzetta San Severo a Capodimonte. Die gleichnamige Katakombe unter der Kirche mit ihren frühchristlichen Fresken gehört zu den bedeutendsten der Stadt, und die zur Kirche gehörige Cappella di Sant’Antonio dei Bianchi ist ein Kleinod des neapolitanischen Barocks.

## Geschichte
Severus war einer der frühen Bischöfe von Neapel, seine Amtszeit währte von 363 bis um 409. Er ließ vier Kirchen errichten, darunter die Basilica di San Severo außerhalb der damaligen Stadtmauern (fuori le mura), die er selber als Ort seines Grabes auserwählte. Die Kirche wird auch heute noch manchmal als „Basilica“ bezeichnet, obwohl sie keinen offiziellen Titel trägt.
Nachdem die Überreste des Stadtheiligen San Gennaro (Januarius) gestohlen worden waren, brachte man alle anderen Reliquien von Heiligen und Bischöfen, die außerhalb der Stadtmauern aufbewahrt wurden, in der Stadt in Sicherheit, und überführte daher auch die Reliquien des Hl. Severus von hier in die Kirche San Giorgio Maggiore. Daher wurden in der Folge ab dem 9. Jahrhundert die Kirche und die Katakomben des Hl. Severus von den Gläubigen und Pilgern aufgegeben, ähnlich wie auch diejenigen der Heiligen Gennaro und Gaudiosus.

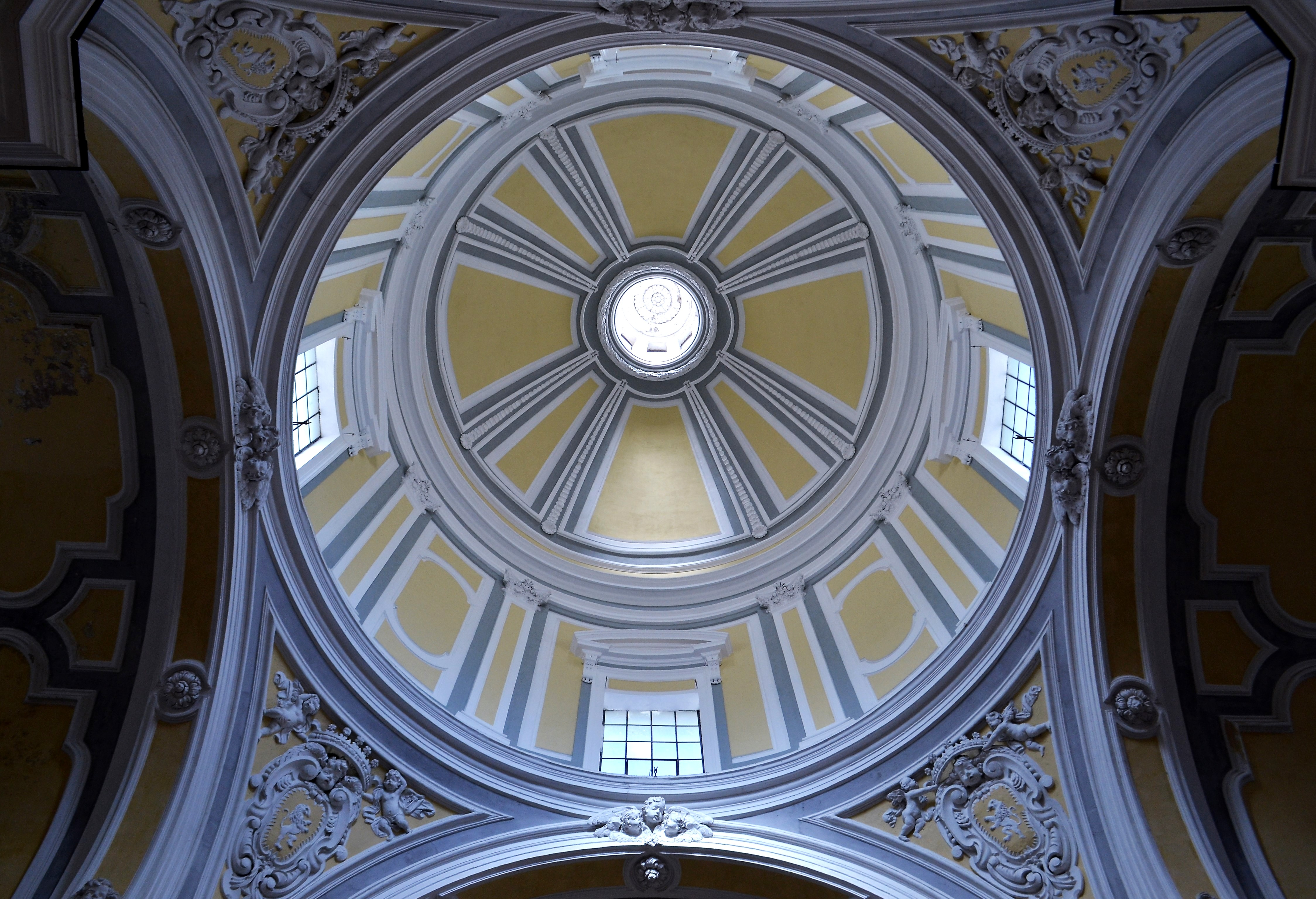
Kuppel

Die heutige Kirche wurde 1573 auf Wunsch von Erzbischof Mario Carafa erbaut und 1680 durch den Architekten Dionisio Lazzari erneuert.
Nach einer Restaurierungsphase wurde die Kirche im Frühling 2017 wiedereröffnet; die Arbeiten betrafen insbesondere auch die Kuppel und die Fassade. Auch die Piazzetta wurde saniert und ist zusammen mit der Kirche San Severo heute ein wichtiger Treffpunkt des umliegenden Viertels. Die Kirche ist auch Sitz des Orchesters Sanitansamble und eines Aufnahmestudios des Musiklabels Apogeo Records – zwei musikalischen Initiativen für Kinder und Jugendliche.

## Beschreibung

### Kirche
Die Fassade ist typisch für neapolitanische Barockkirchen, zweigeschossig und durch korinthische Lisenen gegliedert. Das Eingangsportal wird überfangen von einem abgerundeten Tympanon, darüber ein Fenster und als oberer Abschluss ein Dreiecksgiebel. Über dem Portal und zwischen den Pilastern sind Fresken im Grisaille-Stil eingelassen, mit Bildnissen des Hl. Severus und der Heiligen Franziskus und Antonius. Während der 2017 abgeschlossenen Restaurierung wurde die Fassade farblich in Weiß (Pilaster, Gebälk etc.) und „Erdbeerrosa“ (in den Hintergrundzonen) gefasst.

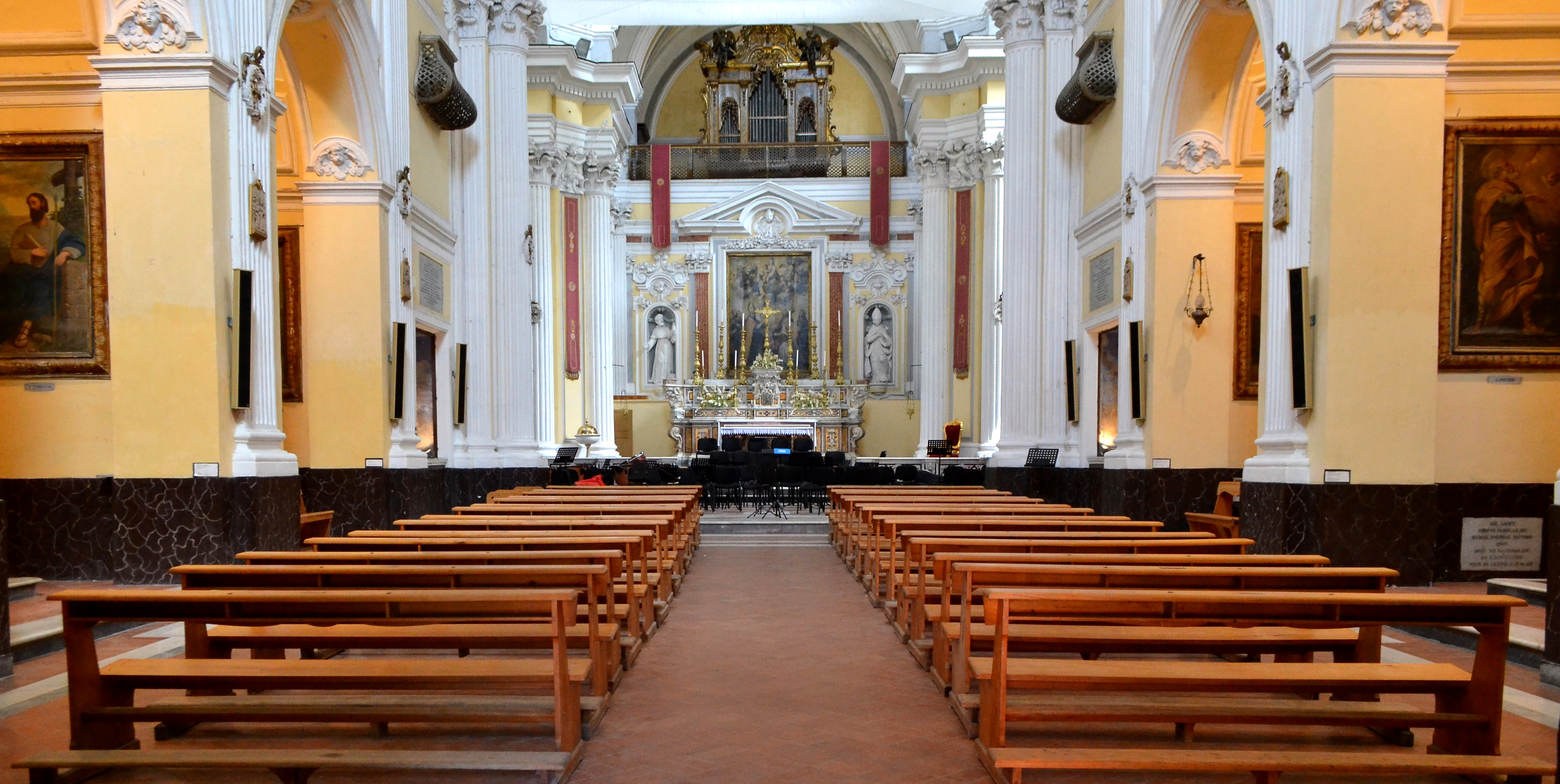
Innenraum

Das Innere entspricht formal einem lateinischen Kreuz, mit drei Kapellen an jeder Seite. Der Raum ist relativ schlicht. Ungewöhnlich ist die Apsis, die im unteren Bereich relativ eng, eckig und klein ist, sich im oberen Bereich jedoch zu einer weiten Empore mit Hochchor öffnet, in deren Mitte die historische Orgel (von Carlo und Nicola Mancini, 1780) in ihrem teilvergoldeten barocken Gehäuse steht. Diese Raumlösung ist eine Idee von Dionisio Lazzari.
Im Presbyterium gibt es zwei Bilder von Paolo De Matteis von 1709 mit Darstellungen der Heimsuchung Mariä und eine Rosenkranzmadonna; beide Bilder stammen ursprünglich aus der Chiesa del Divino Amore.
Über dem marmornen Hauptaltar befindet sich ein Gemälde von Dirk Hendricksz, eine Madonna mit Kind und den Heiligen Severus, Ludwig, Franziskus und Antonius, daneben in den beiden Nischen zwei Statuen aus Stuck mit den Heiligen Ludwig von Toulouse und Anselmus, die man Giuseppe Scarola zuschreibt, die Stuckaturen schuf Luise Lago.
Im linken Seitenschiff gibt es ein marmornes Relief einer Madonna mit Kind aus dem 17. Jahrhundert; bemerkenswert sind außerdem Werke von Leandro Carcano (Verkündigung) und Pietro Lambertucci (Die Apostel Petrus und Paulus).
Die Katakomben sind durch einen Eingang in der dritten Kapelle links zu erreichen.

### Cappella di Sant’Antonio dei Bianchi

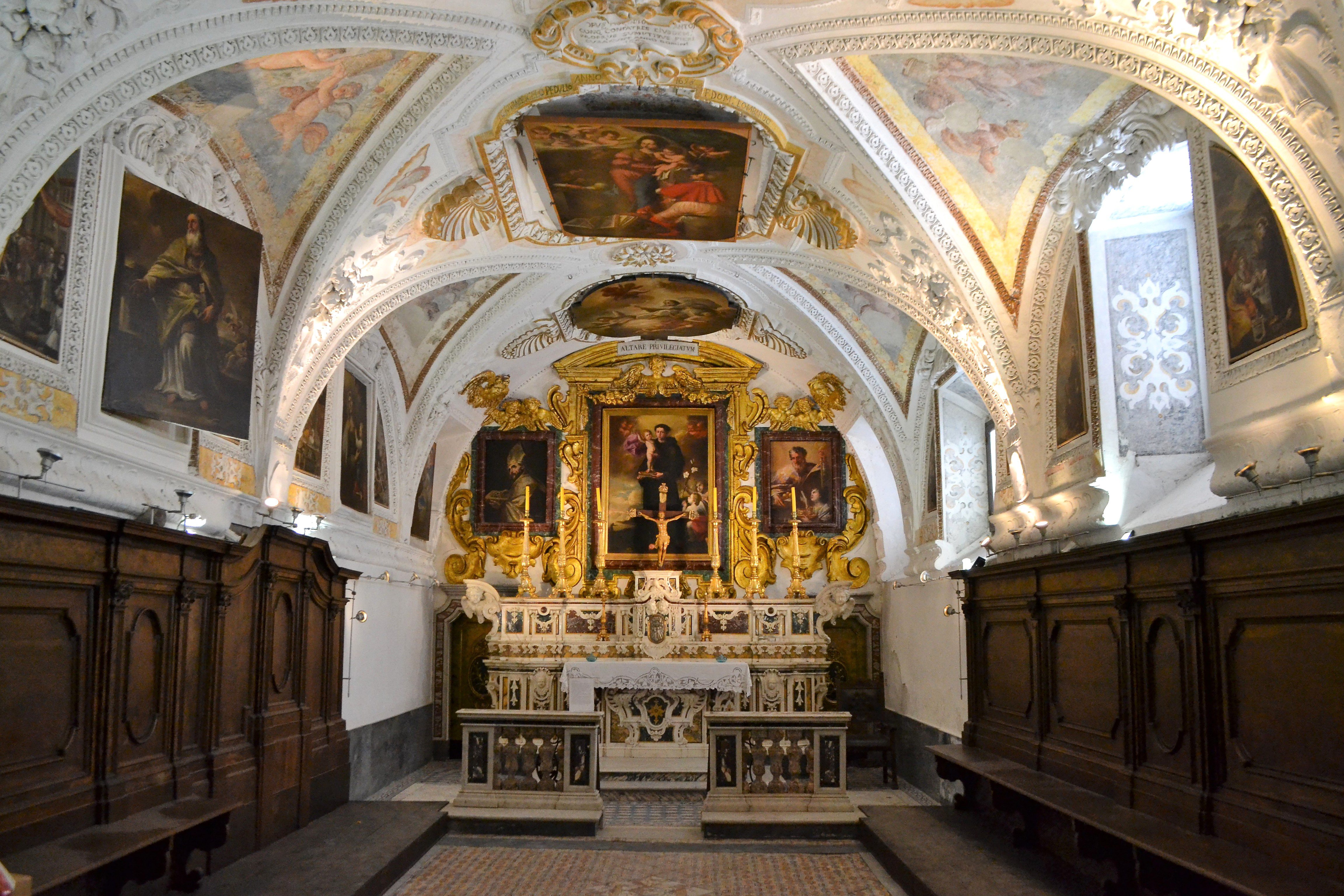
Cappella (oder Oratorio) di Sant’Antonio

1621 erwarb die Arciconfraternita dei Bianchi („Erzbruderschaft der Weißen“) von den Mönchen die Cappella di Sant’Antonio, als Ort für Versammlungen, Feste und als Begräbnisstätte ihrer Mitglieder. Die Kapelle wurde in der Folge zu einem barocken Juwel ausgestaltet, mit einem Dekor aus Stuck und insgesamt 23 Gemälden, darunter Werke von Luca Giordano, Francesco Fracanzano, Domenico Vaccaro, sowie Andrea Vaccaro, Giovan Battista Spinelli und Giacinto Diano. Allein an den Seitenwänden befindet sich ein Zyklus aus 12 Gemälden mit Szenen aus dem Leben des Heiligen Antonius. An der Decke vier große Bilder: Der Ewige Gottvater, die Jungfrau Maria mit Kind und Heiligen, eine Maria Immaculata und der Heilige Franziskus von Assisi.

### Catacomba di San Severo (Katakombe)
Die Katakombe von San Severo geht auf das 5. Jahrhundert zurück und wurde 1867 von Gennaro Aspreno Galante 1867 wiederentdeckt. Von der originalen Katakombe ist heute ein quadratischer Raum übrig, der direkt in den Tuff gehauen wurde. Im Laufe der Jahrhunderte wurden verschiedene Veränderungen vorgenommen, eine Seite des Raums wurde sogar abgerissen, um Platz für ein Haus zu schaffen.
Es sind noch drei Arcosolien sichtbar, von denen zwei in einem ziemlich guten Erhaltungszustand sind, während die Fresken des dritten beinahe nicht mehr zu entziffern ist.
Das vordere Arcosolium am Eingang zeigt Reste eines Freskos mit dem Bildnis des Hl. Protasius auf dunkelgrünem Grund. Es gibt Zeichnungen und Kopien des Originalzustandes, und eine andere Figur wurde von Galante als Märtyrer Gervasius identifiziert: damit handelt es sich um die älteste Darstellung der beiden Märtyrer aus Mailand, aus dem 5. Jahrhundert, und sogar älter als die Mosaiken in der Mailänder Kirche San Satiro.
Auf dem linken Arcosolium sieht man ein ‚edelsteinbesetztes‘ Kreuz mit zwei Heiligen, der jüngere der beiden könnte der Hl. Ambrosius sein, der ältere der Hl. Severus: es ist bezeugt, dass die beiden Heiligen sich 391 kennenlernten und einen Briefwechsel pflegten. Der äußere Teil des Arcosoliums ist mit floralen Motiven und Vögeln verziert und mit einer Figur, die als Sanctus Evtyches bezeichnet ist.
Im zentralen Arcosolium sind fünf Figuren zu sehen: in der Mitte ein Jüngling mit einem offenen Codex in der linken Hand, und neben ihm insgesamt vier Heilige, von denen die beiden direkt benachbarten die Apostel Petrus und Paulus sind. Die beiden äußeren Figuren werden von einigen Fachleuten für die heiligen Gennaro und (wiederum) Severus gehalten.
Die Katakomben sind derzeit nicht für die Öffentlichkeit zugänglich (Stand 2018).

## Einzelanmerkungen
1. 1 2 3 4 5 6 7 8 9 10  Die „Chiesa di San Severo fuori le Mura“ auf der Website Chiesa di San Severo fuori le Mura. In: napoligrafia.it, abgerufen am 18. November 2018 (italienisch).
2. 1 2  Informationen über die Kirche „San Severo fuori le mura“ auf der Website der storiacity.it, abgerufen am 18. November 2018 (italienisch).
3. 1 2 3 4 5 6 7 8 9 10 11 12 13 14 15 16 17 18 19 20 21  „San Severo fuori le mura“ auf der Website Catacombe di Napoli, abgerufen am 18. November 2018 (italienisch).